# Julián Arredondo
Arredondo  Moreno est un nom espagnol. Le premier nom de famille, en général paternel, est Arredondo ; le second, en général maternel, souvent omis, est Moreno.
Julián David Arredondo Moreno, né le 30 juillet 1988 à Ciudad Bolívar, est un coureur cycliste colombien.

## Biographie
Après sa victoire dans le Tour de Langkawi 2013, Luca Guercilena, le manager général de l'équipe ProTeam RadioShack-Leopard, devenue ensuite Trek Factory Racing, entre en contact avec Julián Arredondo. Ses résultats tout au long de l'année confirment son titre malaisien, avec une victoire au classement final du Tour de Kumano et une deuxième place à celui du Tour du Japon. Arredondo est ainsi leader du classement de l'UCI Asia Tour 2013. Le 29 août 2013, la formation luxembourgeoise annonce officiellement avoir fait signer le Colombien, pour deux ans. Arredondo pense que la réussite des Urán, Betancur, Henao et autre Quintana a décuplé l'intérêt des équipes cyclistes pour les coureurs colombiens et facilité ainsi son engagement.  
Lors de la première compétition, disputée avec sa nouvelle équipe, il confirme ses capacités de grimpeur, en remportant deux étapes du Tour de San Luis 2014. Il finit au quatrième rang du classement général et deuxième du trophée des grimpeurs. Il ne pensait pas être à ce niveau si tôt, mais cela le motive encore plus pour arriver au Tour d'Italie, à 100 % de ses capacités. Son objectif y sera de remporter une étape. 
Il rejoint l'Europe et dispute le Tour d'Andalousie. Le 1er mars, il obtient son premier Top ten sur le Vieux Continent. Échappé avec cinq autres hommes, il est rejoint sous la flamme rouge. Il préserve, néanmoins, une huitième place, à l'arrivée de la Classic Sud Ardèche. Mieux cinq jours plus tard, il s'octroie son premier podium (professionnel) sur le sol européen. Au GP de Camaiore, quatre hommes se détachent dans l'ultime ascension et se disputent la victoire, trois secondes devant le peloton. Arredondo finit troisième. Lors du Tour d'Italie 2014, il remporte la dix-huitième étape en solitaire devant son compatriote Fabio Duarte, au sommet, ce qui lui permet de conforter son maillot bleu de meilleur grimpeur qu'il conserve jusqu'au bout. Il réapparaît en haut des classements au mois d'octobre avec une septième place au Tour de Pékin et un cinquième rang final à la Japan Cup.

### Saisons 2015 - 2017
Il s'ensuit alors trois saisons vierges de résultats. Au mois de septembre 2016, malgré tous les examens possibles, il souffre d'un mal (encore) inconnu qui l'empêche de « se sentir à l'aise » sur le vélo et de s'exprimer totalement. Au moment de renouveler son contrat avec la formation Trek-Segafredo, il ne peut mettre en exergue que trois top ten à l'arrivée du Tour d'Oman 2015, du Critérium international 2015 et de la Classic Sud Ardèche 2016. Ne voulant pas jeter l'éponge et espérant retrouver simplement son niveau, il s'engage avec l'équipe continentale professionnelle italienne Nippo-Vini Fantini. Pourtant la saison 2017 est à l'image des deux précédentes sans résultats probants. Son dernier dossard, il le porte le 23 mars lors de la 1re étape de la Semaine Coppi et Bartali. Après de nombreux examens et de visites à des spécialistes, le problème que beaucoup pense mental se révèle être en fait une inflammation du muscle pyramidal. Il se fait opérer au mois de novembre et doit observer vingt semaines de convalescence. Cependant sa formation ne le conserve pas et Arredondo se retrouve sans équipe pour 2018.
Julián Arredondo annonce mettre un terme à sa carrière en mars 2019, après ne pas avoir touché sa bicyclette les quatre mois précédents. Opéré deux fois, et alors que tout semblait aller pour le mieux, la douleur réapparait à mesure qu'il augmente les charges d'entraînement. Désemparé, lassé par quatre ans de lutte pour retrouver son niveau, il préfère se retirer « tant la douleur est insupportable ».

## Palmarès et classements mondiaux

### Palmarès amateur
| - 2005 - 2e du championnat de Colombie sur route juniors - 2006 - Champion de Colombie sur route juniors - 3e du championnat de Colombie du contre-la-montre juniors - 2007 - 1re étape de la Clásica de Marinilla - 2008 - Grand Prix de la ville de Montegranaro - 3e du Trophée Rigoberto Lamonica - 2009 - 2e du Trofeo SS Addolorata - 3e de la Targa Crocifisso - 2010 - Trofeo Memorial Tito Squadroni - Coppa Varignana - Gran Premio Folignano - Coppa Comune di Castelfranco - 2e du Mémorial Filippo Micheli - 2e de la Coppa Messapica - 3e du Gran Premio Capodarco | - 2011 - Grand Prix de la ville de Montegranaro - Mémorial Morgan Capretta - 2e de la Coppa Fiera di Mercatale - 2e de la Coppa Varignana - 2e du Grand Prix Santa Rita - 2e de la Cronoscalata Gardone Val Trompia-Prati di Caregno - 2e du Circuito Valle del Resco - 3e du Trophée Rigoberto Lamonica - 3e du Trofeo Festa Patronale |  |

### Palmarès professionnel
| - 2012 - 3e étape du Tour du Japon - 2e du Tour du Japon - 2e du Tour de Kumano - 2013 - UCI Asia Tour - Tour de Langkawi : - Classement général - 5e étape - Tour de Kumano : - Classement général - 2e étape - 2e du Tour du Japon - 3e de la Japan Cup | - 2014 - 2e et 6e étapes du Tour de San Luis - Tour d'Italie : - Grand Prix de la montagne - Prix de la combativité - 18e étape - 3e du Grand Prix de la ville de Camaiore - 5e de Tirreno-Adriatico - 7e du Tour de Pékin |  |

### Résultats sur les grands tours

#### Tour de France
1 participation
- 2015 : 124e

#### Tour d'Italie
1 participation
- 2014 : 61e, vainqueur de la 18e étape,  vainqueur du Grand Prix de la montagne,  vainqueur du Prix de la combativité

#### Tour d'Espagne
1 participation
- 2014 : abandon (15e étape)

### Classements mondiaux
| Année           | 2008 | 2009 | 2010 | 2011 | 2012 | 2013 | 2014 | 2015 |
| --------------- | ---- | ---- | ---- | ---- | ---- | ---- | ---- | ---- |
| UCI World Tour  |      |      |      |      |      |      | 53e  | 180e |
| UCI Asia Tour   |      |      |      |      | 31e  | 1er  |      |      |
| UCI Europe Tour | 974e |      | 242e | 523e |      | 989e |      |      |